# Terjane
Terjane (em turco: Tercan; em curdo: Têrcan) é uma cidade e distrito da província de Erzinjane, na região da Anatólia Oriental da Turquia. Localizado na margem norte do rio Tuzla, um afluente do Eufrates, Terjane é especialmente notável pelo complexo de edifícios do século XII construídos pela governante feminina saltúquida Mama Catum. O distrito tem 1 614 km² de área e em dezembro de 2021 tinha 16 110 habitantes (densidade: 10 hab./km²), dos quais 4 846 na cidade.

## História
Originalmente, a principal cidade do cantão de Derzena era Pequerriche. Terjane a substituiu talvez no início do período otomano. Na Idade Média e no início do período otomano, duas rotas convergiam em Terjane. A primeira era a que conectava Erzurum com Erzinjane e Sivas. A segunda vinha da bacia superior do Quelquite pela planície de Pequerriche. O viajante otomano do século XVII Evliya Çelebi visitou o local em 1647, chamando-o de Mama Catum. Ele escreveu sobre o complexo saltúquida e descreveu a cidade como "uma vila muçulmana contendo duzentas casas".

## Monumentos

### Caravançarai de Mama Catum

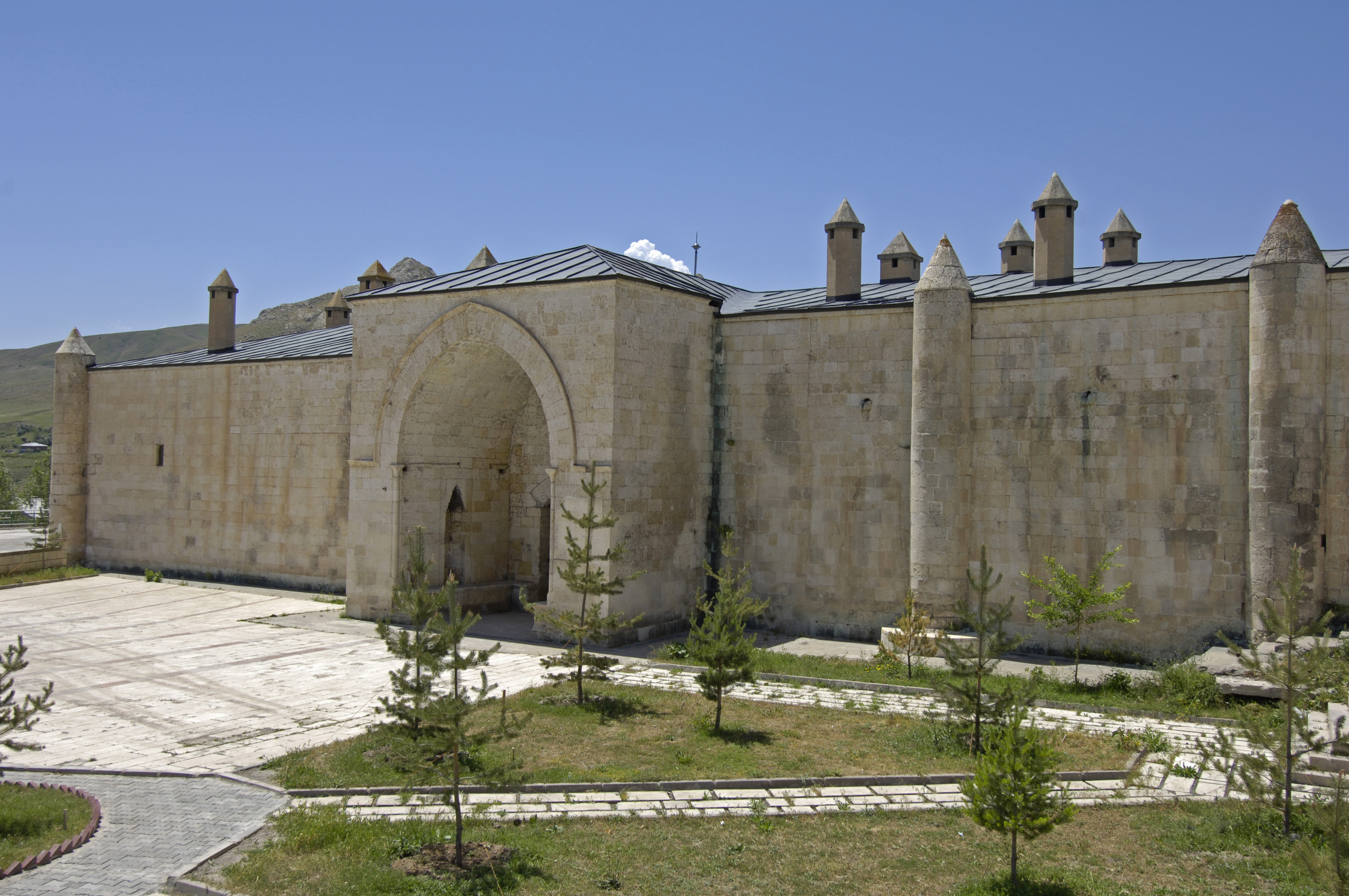
Fachada leste do caravançarai, mostrando o portal de entrada monumental

Localizado a leste do centro da cidade, o caravançarai de Mama Catum é um edifício aproximadamente quadrado disposto em torno de um pátio central. Existem duas fileiras de cinco salas separadas nos lados norte e sul do pátio — estas eram usadas por viajantes mais abastados. Elas são delimitadas por duas salas longas que ocupam todo o lado norte e sul do edifício; estas serviam como estábulos e dormitórios à maioria dos hóspedes. A entrada monumental está localizada no lado leste do edifício. Cada lado da entrada é ladeado por um recesso abobadado com piso elevado; era aqui que os guardas eram postados. Dentro do portal há um salão de entrada que leva ao pátio. Em ambos os lados do salão há várias salas que eram usadas para armazenar mercadorias. Uma escada que leva ao telhado fica no lado direito.
Na extremidade oeste do edifício há três ivãs altos, que estão estranhamente fora do lugar no projeto do edifício - os construtores podem tê-los copiado de outro edifício, como uma madraça. Os ivãs eram usados como lugares para dormir no verão e possivelmente também como estábulos. Duas grandes salas fazem fronteira com os ivãs, uma no norte e outra no sul; como os quartos perto do salão de entrada, estes eram usados para armazenar mercadorias. O caravançarai foi alterado significativamente durante o início do período otomano. O projeto original incluía dois pórticos nos lados norte e sul do pátio, em frente aos quartos de primeira classe; estes não existem mais. Também havia originalmente seis quartos de primeira classe em cada lado; os dois na extremidade oeste foram posteriormente convertidos em ivãs.

### Türbe
O türbe (mausoléu) de Mama Catum está localizado no meio de um pátio circular cercado por um muro grosso. Uma passarela contorna o topo do muro externo, atrás de um pequeno parapeito. O portal de entrada, que fica no lado sudoeste, é ricamente decorado e emoldurado por mucarnas. O muro é elevado ao redor do portal, e a passarela superior teria originalmente passado por um túnel neste ponto. No interior do muro, abaixo da passarela, há uma série de nichos largos em arco. Eles foram originalmente projetados para acomodar túmulos para membros da família. O muro acima deles pende ligeiramente e provavelmente representa os restos de um pórtico abobadado. Um desses nichos foi desde então substituído por uma fonte. A torre principal do türbe é uma estrutura relativamente simples, sem janelas. No interior, uma escada leva à câmara funerária, que fica parcialmente abaixo do solo.

## Subdivisões
O distrito de Terjane é formado por quatro municípios (belediye) e 71 vilas (köy):
Municípios
| - Chadercaia (Çadırkaya) - Carguene (Kargın) |  | - Merjane (Mercan) - Terjane |

Vilas
- Aorene (Ağören)
- Actaxe (Aktaş)
- Aquiurte (Akyurt)
- Altencaia (Altınkaya)
- Armutluque (Armutluk)
- Bapenar (Bağpınar)
- Baliaila (Balyayla)
- Basbudaque (Başbudak)
- Bendique (Beğendik)
- Besgoze (Beşgöze)
- Bescaia (Beşkaya)
- Beiconaque (Beykonak)
- Bulmuxe (Bulmuş)
- Buclundere (Büklümdere)
- Cajebairame (Hacıbayram)
- Calejique (Kalecik)
- Carajaquislaque (Karacakışlak)
- Carajaorene (Karacaören)
- Caracusseine (Karahüseyin)
- Cavacleque (Kavaklık)
- Chalquesla (Çalkışla)
- Chatacdere (Çatakdere)
- Chaierduzu (Çayırdüzü)
- Chucuriurte (Çukuryurt)
- Conarle (Konarlı)
- Coprubaxe (Köprübaşı)
- Curucol (Kurukol)
- Cuzorene (Kuzören)
- Cuchuga (Küçükağa)
- Culuje (Küllüce)
- Dalija (Dallıca)
- Daretepe (Darıtepe)
- Doluja (Doluca)
- Edebuque (Edebük)
- Elalde (Elaldı)
- Elessu (Ilısu)
- Elmale (Elmalı)
- Esseneveler (Esenevler)
- Fendecle (Fındıklı)
- Gafurefendi
- Guedicdere (Gedikdere)
- Guevenlique (Gevenlik)
- Gocche (Gökçe)
- Gocdere (Gökdere)
- Gocpenar (Gökpınar)
- Goctaxe (Göktaş)
- Guzbulaque (Güzbulak)
- Ialencaxe (Yalınkaş)
- Iamanlar (Yamanlar)
- Iastecoi (Yastıkköy)
- Iailajique (Yaylacık)
- Iailaiolu (Yaylayolu)
- Iaileme (Yaylım)
- Iazeorene (Yazıören)
- Ienibujaque (Yenibucak)
- Iexiliaila (Yeşilyayla)
- Iquizler (İkizler)
- Iuvale (Yuvalı)
- Mantarle (Mantarlı)
- Mustafabei (Mustafabey)
- Muftuolu (Müftüoğlu)
- Oulverene (Oğulveren)
- Ortacoi (Ortaköy)
- Quemerchame (Kemerçam)
- Quezelja (Kızılca)
- Saleja (Sağlıca)
- Sarecaia (Sarıkaya)
- Tepebaxe (Tepebaşı)
- Topalcassane (Topalhasan)
- Uchepenar (Üçpınar)
- Xengul (Şengül)